# Sigurðar saga turnara
Sigurðar saga turnara (o la saga de Sigurd de las Justas) es una de las sagas caballerescas escrita en nórdico antiguo, y fechada hacia el siglo XIV aunque solo han sobrevivido copias a partir de la segunda mitad del siglo XV. La historia es bastante convencional con notables influencias locales islandesas y foráneas. El argumento, aunque ecléctico, es una historia entretenida, de narración correcta y sin excesiva elaboración retórica.